# Бхери (зона в Непал)
Бхери е една от 14-те зони на Непал. Зоната е с население от 1 397 085 жители (2001 г.), а площта ѝ е 10 545 кв. км. Бхери е разделена административно на 5 области. Намира се в часова зона UTC+5:45.